# Nigel Marven
Pour les articles homonymes, voir Marven.
Nigel Marven, né le 27 novembre 1960 à Barnet, Londres, est zoologiste et herpétologue ainsi que présentateur, producteur de télévision et auteur britannique.

## Carrière
Marven a étudié la botanique à l'Université de Bristol jusqu'à l'âge de 22 ans. Il commença alors sa carrière à l'unité des programmes d'histoire naturelle de la BBC à Bristol. Au cours des années suivantes, il travaille d'abord comme un recherchiste documentaire animalier pour des programmes tels que My Family and Other Animals ; ensuite, il produit des séries comme The Land of the Russian Bear. Il a bénéficié d'une collaboration professionnelle de 12 ans avec David Attenborough qu'il tient en haute estime. En 1998, il s'installe à ITV où, à sa grande surprise, on lui demande de présenter les documentaires animaliers en plus de les produire.
Il est connu pour sa façon peu orthodoxe, spontanée et audacieuse de présenter les documentaires animaliers, ainsi que pour la prise en compte des connaissances factuelles dans la procédure. Cela a conduit à le comparer à Steve Irwin. Dans sa première série pour la télévision ITV, Giants, il a nagé avec un grand requin blanc, sans la protection d'une cage. Dans d'autres scènes, il laissait une Mygale de Leblon, considérée comme la plus grande araignée du monde, lui marcher sur la figure, et il se battait avec un python de 5 mètres au fond de son repaire souterrain. Ce style de présentation lui a valu la fidélité de nombreux téléspectateurs pour sa série à succès et, à ce jour, il a présenté 21 séries animalières à la télévision.
En 2004, il est nommé meilleur présentateur de la société de production Impossible Pictures pour les épisodes Chased by Dinosaurs : The Giant Claw et Land Of Giants de la série Sur la trace des dinosaures, puis Les Monstres du fond des mers. Puis, il est passé à Prehistoric Park sur ITV, une série de fiction sur les voyages dans le temps pour sauver des exemples de créatures disparues comme un tyrannosaure, un mammouth laineux, un Arthropleura et d'autres animaux préhistoriques. Il apparaît également dans la série Nick Cutter et les Portes du temps dans son propre rôle.
Au cours de la simulation d'une rencontre de dinosaures préhistoriques dans Prehistoric Park, Marven s'est déclaré « végétarien ». Tout au long de la série, il applique le même terme à des animaux naturellement herbivores. En décembre 2007 la dernière série Polar Bear Adventures avec Nigel Marven a été diffusée sur Channel Five. Et en 2010 son émission Objectif Jaguar avec Nigel Marven est vue sur la chaîne de télévision française Animaux.
En 2011, France 5 diffuse la série de documentaires Sur la piste des pandas.
En 2013, la série L'incroyable périple des baleines grises est diffusée sur France 5, ainsi que la série Colombie sauvage.
Nigel Marven a « confirmé », avec humour, son statut de « dieu du temps immortel » en réponse à un tweet qui l'avançait en raison   des multiples situations vraisemblablement mortelles rencontrées durant les aventures préhistoriques de l'aventurier.

## Collecte de fonds
Nigel Marven a couru le marathon de Londres 2008 en 4 heures et 4 minutes pour tenter de rassembler 20 000 £ pour la Whale and Dolphin Conservation Society du Royaume-Uni.

## Télévision
- Giants (1999)
- Shark Week (depuis 2000-2002)
- Bloodsuckers (2000)
- Giant Creepy Crawlies (2000)
- Big Cats (2001)
- Nigel's Wild Wild World (2001)
- Rats (2001-2002)
- Alligators avec Nigel Marven (Alligators) (2002)
- Safari préhistorique (2002-2003)
  - Sur la trace des dinosaures (2002-2003)
  - Les Monstres du fond des mers (2003)
- Nigel Marven Nature Specials (2004)
  - Anacondas (2004)
  - Piranhas (2004)
  - Bull Sharks (2004)
- Meerkats (2005)
- Le sens de l'homme (The Human Senses) (2005)
- Scream! If You Want to Get Off (2005)
- Nigel Marven: Thriller avec des animaux (Nigel Marven's Animal Detectives) (2006)
- Nigel Marven's Venom Hunters (2006)
- Nigel Marven : Rhinos en danger (Rhinos) (2006)
- Nigel Marven : Des bêtes pas si moches (Ugly Animals) (2006)
- Prehistoric Park (2006)
- Safari avec des pingouins (Penguin Week) (2006)
- Micro Safari: Journey to the Bugs (2007)
- Killer Whale Islands (2007)
- Hider in the House (2007 - on Week 20)
- Adventures arctiques avec Nigel Marven (Arctic Exposure) (2007) USA
- Polar Bear Week With Nigel Marven (2007) UK
- Nick Cutter et les Portes du temps dans son propre rôle- 3e saison, épisode 4 (2009) UK
- Nigel Marven et l'île aux requins (Shark Island with Nigel Marven) (2010)
- Objectif jaguar avec Nigel Marven (2010)
- Sur la piste des pandas (2010)
- A la découverte de la Chine sauvage (2011)
- Colombie sauvage (2012)
- L'incroyable périple des baleines grises (2013)
- Les 10 Serpents les plus dangereux (Ten Deadliest Snakes with Nigel Marven) (2014-2016)
- Philippines sauvages (2018)
- Amérique centrale sauvage (2018-2021)

## Jeu vidéo
- Prehistoric kingdom (2021) (en tant que narrateur du jeu)